# آقای سلفریج
آقای سلفریج یک سریال درام بریتانیایی است دربارهٔ هری گوردون سلفریج (۱۸۵۸–۱۹۴۷) و فروشگاه سلفریجز، توسط شبکهٔ آی‌تی‌وی ساخته شده‌است. این سریال از ۶ ژانویه ۲۰۱۳ در انگلستان پخش شد. تاکنون ۴ فصل از این سریال پخش شده‌است که هر کدام ۱۰ قسمت دارند. جرمی پیون در نقش هری سلفریج بازی می‌کند.
آقای سلفریج در شبکهٔ من و تو نیز پخش می‌شد.

## داستان
فردی به نام هری گوردون سلفریج که بنیانگذار زندگی تجمل گرایانه و رؤیایی آمریکایی ست؛ کسب و کارش را در لندن شروع می‌کند…